# Il mondo di Yor
Il mondo di Yor  (Lumea lui Yor) este un film SF  italian din 1983 regizat de Anthony M. Dawson (pseudonimul lui Antonio Margheriti, regizor italian de filme B). În rolurile principale joacă actorii Reb Brown, Corinne Cléry, John Steiner și Carole André. Filmul reprezintă de fapt un miniserial în 4 părți care a fost transmis de televiziunea italiană.
Filmul este bazat pe banda desenată argentiniană Yor, vânătorul (Henga, el cazador) creată de Juan Zanotto și Ray Collins.
Acțiunea are loc într-o lume în care sunt amestecate elemente  preistorice cu cele  futuriste, elemente împrumutate din numeroasele francize populare în perioada apariției filmului. Il mondo di Yor a fost lansat pe DVD în Germania.
A fost nominalizat la câteva premii Zmeura de Aur.

## Prezentare
Yor este un războinic blond din preistorie care poartă un medalion ciudat. El nu-și amintește nimic din trecutul său și originea sa rămâne un mister. După ce salvează un sat de atacul unui dinozaur are loc o petrecere în cinstea sa. Dar oamenii-maimuță îi surprind, iar Yor și Pag sunt printre puținii supraviețuitori. Însoțiți de Kala, aceștia călătoresc în deșert deoarece oamenii-mumie de acolo sunt conduși de o zeiță blondă cu un medalion asemănător. După o luptă cu aceștia, Yor îi omoară pe toți în afară de femeia blondă, deoarece decide că ea va fi importantă în călătoria sa. Geloasă, Kala încearcă s-o omoare pe femeia blondă, dar ele sunt atacate brusc de oamenii cavernelor. Yor și Pag o salvează doar pe Kala, în timp ce un om al peșterii o lovește pe femeia blondă care moare în brațele lui Yor. Yor, Kala și Pag ajung la marginea oceanului unde salvează un copil și devin prieteni cu tribul de acolo. Tribul însă este distrus de laserele unor farfurii zburătoare invizibile. Folosind o barcă, cei trei ajung pe o insulă înconjurată de furtuni unde locuiește un mic grup de supraviețuitori ai unui Holocaust nuclear. Aceștia sunt conduși de un Overlord care încearcă să conducă toți oamenii cu ajutorul armatei sale de androizi. După o luptă cu armata acestuia, Yor încearcă să ajute triburile primitive de pe continent folosind cunoștințele superioare găsite pe insulă. Întrebarea finală a filmului este: Va reuși Yor să ajute oamenii ca să evite să facă aceleași greșeli ca strămoșii lor?

## Actori
- Reb Brown ca Yor
- Corinne Cléry - Ka-Laa
- Luciano Pigozzi - Pag (menționat ca Alan Collins)
- Carole André - Ena
- John Steiner - Overlord
- Aysegul Unsal - Rea of the Sand-People (menționat ca Ayshe Gul)
- Aytekin Akkaya - Leader of the Sand-People
- Marina Rocchi - Tarita
- Sergio Nicolai - Kay
- Ludovico Della Jojo
- Adrian Akdemir
- Herent Akdemir
- Ali Selgur
- Zeynep Selgur
- Henk Akin